# Loyalisté (Americká revoluce)

Vlajka loyalistů (až na drobnou odchylku v rozměrech shodná s vlajkou Velké Británie)

Jako loyalisté (loyalist) byli za Americké revoluce označování severoameričtí kolonisté, kteří zůstali věrní Koruně (tj. Království Velké Británie). Alternativní označení pro tuto skupinu byla: toryové (Tories), královi muži (King's Men) či royalisté (Royalists). Tato strana dominovala v Kanadě, naproti tomu ve třinácti provinciích byla podstatně slabší. V průběhu Americké revoluce a po ní proto loyalisté z těchto oblastí odcházeli do Kanady (zejména pak oblasti Velkých jezer a řeky sv. Vavřince) a usídlovali se tam. Silné pozice měli loyalisté v rámci povstalých provinciích pouze v New Yorku, ale v důsledku vojenských porážek, které Británie utrpěla, jej museli též opustit.

## Významní loyalisté
- John Butler – velitel loyalistické milice
- Benedict Arnold – původně povstalecký velitel, posléze loyalistický generál

## Loyalistické jednotky
- Butlerovi rangeři